# آلکسی میشالیک
آلکسی میشالیک (فرانسوی: Alexis Michalik‎؛ زادهٔ ۱۳ دسامبر ۱۹۸۲) بازیگر، نمایشنامه‌نویس و کارگردان فیلم اهل فرانسه است. وی از سال ۲۰۰۱ میلادی تاکنون مشغول فعالیت بوده‌است.
از فیلم‌ها یا مجموعه‌های تلویزیونی که وی در آن نقش داشته‌است، می‌توان به کمیسر لسکو، بخش فوریت‌های پزشکی، ۲۴ روز، بر دروازه ابدیت، با عشق ... از عصر دلیل و تولو تولو اشاره کرد.